# أنكي
أنكي (بالروماجي: Anki) هو برنامج للتكرار المُتباعد ببطاقات الاستذكار. أنكِي (暗記) هي كلمة يابانية تعني «حفظ عن ظهر قلب».
خوارزمية SM2 التي طُوِّرت لسوبرميمو في أواخر الثمانينات هي أساس تقنية التكرار المتباعد الموجود في البرنامج. تم تعديل هذه الخوارزمية في أنكي لتسمح بتحديد أولويات وأهمية البطاقات.
تُمثّل البطاقات بلغة HTML ويُمكن أن تحتوي على النصوص والصور والأصوات وتعبيرات معادلات لاتكس. سطح البطاقات وإحصاءات المُستخدم تُحفظ في صيغة Open SQLite.

## مميزات

### مسودات
يتم توليد البطاقات Cards في البرنامج من خلال بيانات مخزنة في مكان تخزين تسمى مسودة notes, يمكن إضافة عدد غير محدد من الحقول إلى البطاقة على سبيل المثال:
الحقل 1: الكلمة بلغتها الاصلية – "Wikipedia"
الحقل 2: نطق الكلمة
الحقل 3: معنى الكلمة – «ويكيبيديا»

### المزامنة
يتيح أنكي ميزة المزامنة عبر الإنترنت مجاناً مع سيرفر خاص يسمى AnkiWeb . يتيح هذا للمستخدم مزامنة بياناتة عبر الإنترنت مع عدة اجهزة موبايل أو مكتبية

### دعم الكتابة الصينية واليابانية
يتيح انكي ميزة التحويل التلقائي للكمات الصينية أو اليابانية المكتوبة بحروف لاتينية

### الإضافات
هناك أكثر من 750 إضافة يمكن استخدامها داخل التطبيق، تبرمج عادةً من مبرمجين طرف ثالث.

### الطوابق المشتركة
يشجع دليل المستخدم لانكي على إنشاء طوابقك decks الخاصة، مع ذلك يوجد عدد كبير الطوابق التي يمكن استخدامها. الطوابق متوفرة في مجالات كثيرة متنوعة تشمل الفيزياء والطب والبايلوجي والكيمياء إلخ...

## وصلات خارجية
- أنكي على موقع Free Software Directory (الإنجليزية)
- أنكي على موقع Framasoft (الفرنسية)
- الموقع الرسمي
- SM2 خوارزمية
- خوارزمية أنكي